# Аліжо
Аліжо́ (порт. Alijó; МФА: [ɐ.ɫɨ.ˈʒɔ]) — муніципалітет і містечко в Португалії, в окрузі Віла-Реал. Розташований у північній частині країни, на теренах історичної португальської провінції Трансмонтана. Належить до Віла-Реальської діоцезії Католицької церкви в Португалії. Права міського самоврядування має з 1226 року. Поділяється на 14 парафій. За адміністративним поділом, чинним до 1976 року, був складовою провінції Трансмонтана і Верхнє Дору. Площа муніципалітету — 297,60 км², населення муніципалітету — 11942 ос. (2011); густота населення — 40,13 осіб/км²
. Патрон — Діва Марія. Святковий день муніципалітету — 11 листопада. Поштовий індекс — 5070.  Код місцевої адміністративної одиниці — 1701. Складова статистичного регіону Північ.

## Географія
Аліжо розташоване на півночі Португалії, на півдні округу Віла-Реал.
Містечко розташоване за 24 км на схід від міста Віла-Реал.
Аліжо межує на півночі з муніципалітетами Віла-Пока-де-Агіар і Мурса, на сході — з муніципалітетом Карразеда-де-Ансіайнш, на півдні — з муніципалітетом Сан-Жуан-да-Пешкейра, на заході — з муніципалітетом Саброза.

## Історія
1226 року португальський король Саншу II надав Аліжо форал, яким визнав за поселенням статус містечка та муніципальні самоврядні права.
14 липня 2022 в Аліжо повітря нагрілося до +47 °C, що стало рекордом Європи за 2022 рік. В липні 2022 року Західна Європа потерпала від аномальної спеки та лісових пожеж.

## Населення
| Кількість мешканців | Кількість мешканців | Кількість мешканців | Кількість мешканців | Кількість мешканців | Кількість мешканців | Кількість мешканців | Кількість мешканців | Кількість мешканців | Кількість мешканців | Кількість мешканців | Кількість мешканців | Кількість мешканців | Кількість мешканців | Кількість мешканців |
| ------------------- | ------------------- | ------------------- | ------------------- | ------------------- | ------------------- | ------------------- | ------------------- | ------------------- | ------------------- | ------------------- | ------------------- | ------------------- | ------------------- | ------------------- |
| 1864                | 1878                | 1890                | 1900                | 1911                | 1920                | 1930                | 1940                | 1950                | 1960                | 1970                | 1981                | 1991                | 2001                | 2011                |
| 18 866              | 19 947              | 19 239              | 19 919              | 19 786              | 18 030              | 20 452              | 23 105              | 23 994              | 23 511              | 17 125              | 18 846              | 16 327              | 14 320              | 11 942              |

## Парафії
1. Аліжо
2. Амьейру
3. Карлан
4. Казана-де-Лойвуш
5. Каштеду
6. Коташ
7. Фавайуш
8. Пегаріньюш
9. Піньян
10. Популу
11. Рібалонга
12. Санфінш-ду-Дору
13. Санта-Еуженіо
14. Сан-Мамеде-де-Рібатуа
15. Вале-де-Мендіш
16. Віла-Шан
17. Віла-Верде
18. Вілар-де-Масада